# La Hispano-Suiza
La Hispano-Suiza ist ein Unternehmen aus Spanien. Er gehört zum Konzern Hispano-Suiza.

## Unternehmensgeschichte
Im März 1904 gab J. Castro die Fahrzeugproduktion aus finanziellen Gründen auf. Der Schweizer Ingenieur Marc Birkigt war Teilhaber. Im April 1904 gab es ernsthafte Gespräche, wie es weitergehen könne. Pläne für die Gründung eines neuen Unternehmens mit der Rechtsform einer Aktiengesellschaft wurden gemacht. Beteiligt waren Salvador Andreu, Francisco Seix, Tomás Recolóns i Lladó, Damián Mateu und Martí Trias i Domènech.

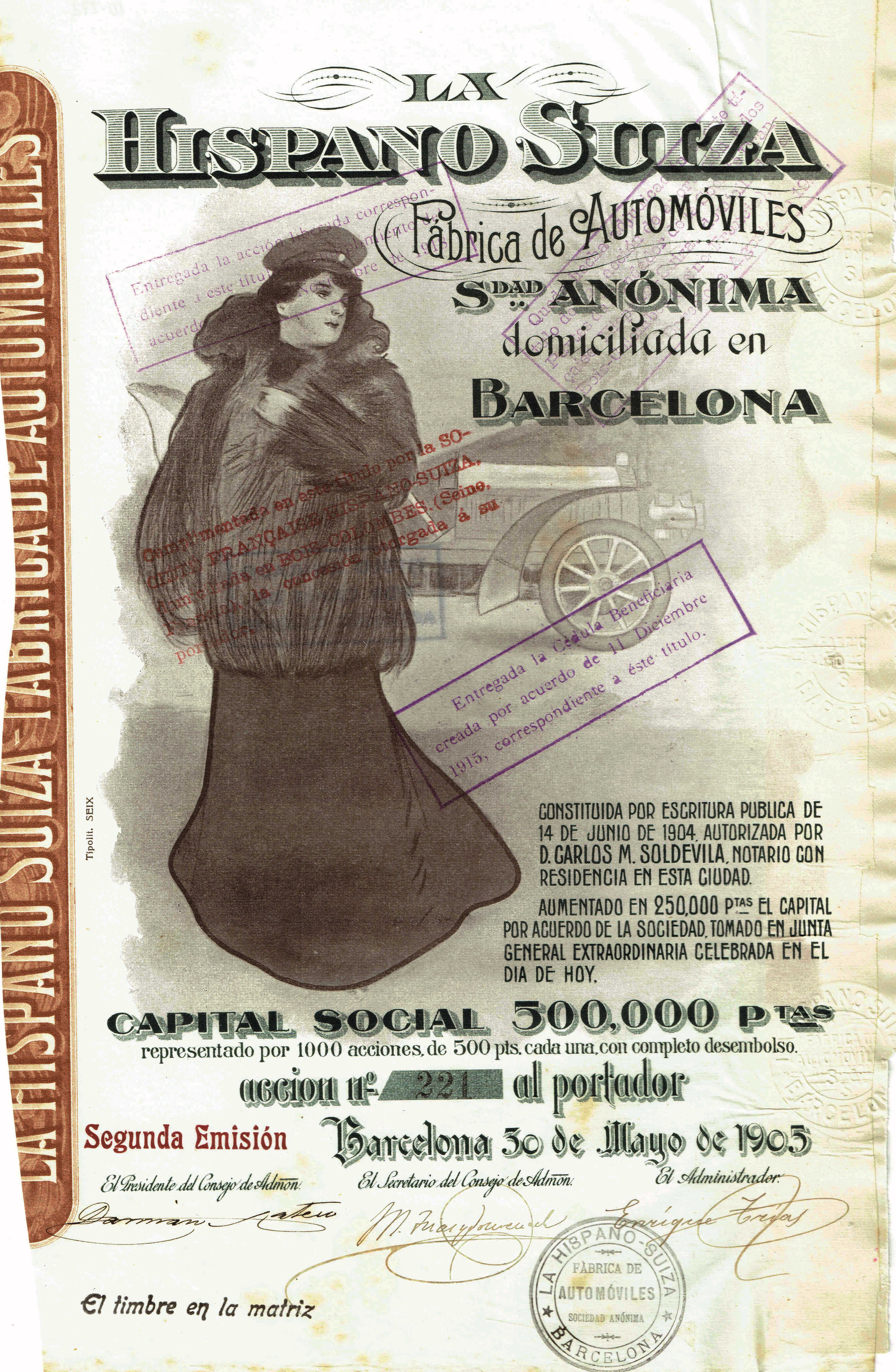
La Hispano-Suiza, Fábrica de Automóviles, S.A., zweite Aktienemission Aktie-Nr. 221, Ausgabedatum: 30. Mai 1905

Am 14. Juni 1904 erfolgte die Gründung von La Hispano-Suiza, Fábrica de Automóviles, S.A. in Barcelona, genauer im Viertel Floridablanca. Zum Vorstand gehörten Damián Mateu, Rodolfo Juncadella y Uliva, Román Batlló y Suñal, Tomás Recolóns y Lladó, Francisco Seix y Zaya, Sixto Quintana y Tuset, Martí Trias i Domènech, José Víctor Solá y Andreu und Bernardo Garau y Cánaves. Mateu wurde Präsident, Seix Vizepräsident, Martí Trias Sekretär, Enric Trias i Domènech Geschäftsführer und Birkigt technischer Leiter. Sie übernahmen alle Vermögensgegenstände von J. Castro. Am 1. Juli 1904 wurde beschlossen, eine Serie von zwei Fahrzeugen des Typs 14 HP und eine Serie von vier Fahrzeugen des Typs 20 HP herzustellen. Diese sechs Fahrzeuge wurden im Laufe des Jahres 1904 fertiggestellt und teilweise auch ausgeliefert.
1905 wurde expandiert. Der spanische König Alfons XIII. bestellte sein erstes Fahrzeug. In dem Jahr wurden 32 Fahrzeuge ausgeliefert. Mit der Société d’Automobiles à Genève wurde ein Vertrag abgeschlossen, woraufhin ab dem Folgejahr Fahrzeuge von Hispano-Suiza in der Schweiz in Lizenz gefertigt und als SAG von der Société d’Automobiles à Genève vermarktet wurden.
Im Juli 1906 wurde erstmals ein Bootsmotor gefertigt. Im Dezember 1906 stellte das Unternehmen zum ersten Mal Fahrzeuge auf dem Pariser Autosalon aus, die gelobt wurden. Viele Bestellungen gingen ein. Die Marke wurde international bekannt. Geschäftsbeziehungen entstanden. Ein alteingesessenes Unternehmen aus London wollte Generalimporteur für das Vereinigte Königreich werden und garantierte eine jährliche Abnahme von mindestens 36 Fahrzeugen. Ein anderes aus Birmingham wollte die Vertretung für seine Region und im ersten Jahr mindestens zehn Fahrzeuge abnehmen. 1906 wurden 37 Fahrzeuge ausgeliefert.
Aufgrund der vielen Bestellungen und der zu geringen Größe der bisherigen Fabrik fiel 1907 die Entscheidung für den Kauf eines neuen Werks in La Sagrera, einem Stadtviertel von Barcelona. Allerdings hatte der bisherige Mieter noch ein Nutzungsrecht bis Ende 1910. Joan Capmany i Capmany ersetzte im März 1907 Enric Trias i Domènech als Direktor. Der Import und Vertrieb von Nutzfahrzeugen der Alter Motor Werke aus Bern begann. Die Panik von 1907, eine weltweite Wirtschaftskrise, verursachte fallende Verkäufe, volle Lager und Geldnot. Die Direktoren Garau, Recolóns und Batlló zogen sich zurück. Auf einer außerordentlichen Generalversammlung am 25. Oktober 1907 wurden Mateu, Seix, Quintana und Trias bestätigt und durch die neuen Direktoren Adolfo Solá, Miguel Ciudad, José de Sentmenat, José Vilá und Luis López unterstützt. Capmany musste ebenfalls gehen. Einige Arbeiter und Angestellte wurden entlassen. Im November war der Tiefpunkt überwunden. In dem Jahr wurden 70 Fahrzeuge ausgeliefert.
Am 18. Februar 1908 wurde Martí Trias y Domènech durch Eusebio López y Díaz de Quijano ersetzt. Ab April 1908 nahm das Unternehmen an Autorennen teil. Mehrere neue Modelle erschienen. Im selben Jahr war der Start der Omnibusproduktion. Außerdem wurden verschiedene Busgesellschaften unterstützt, die die Busse einsetzten. In dem Jahr wurden etwa 80 Personenkraftwagen hergestellt. Zwei davon wurden nach Manila (Philippinen) verkauft.
Ab 1909 wurden Rennwagen bei internationalen Rennen eingesetzt. Im selben Jahr begann die Produktion von Lastkraftwagen. Im Dezember wurde Birkigt zum Technischen Direktor befördert.
1910 gab es einige Erfolge bei Autorennen. Das führte zu einem Anstieg der Fahrzeugbestellungen. Ab August legte ein Streik die Produktion lahm. Daraufhin entstand die Idee einer Zweigniederlassung zur Fahrzeugproduktion in Frankreich nahe der Hauptstadt Paris.
Am 3. Januar 1911 wurde Birkigt nach Paris geschickt, um die Zweigniederlassung Société des Automobiles Hispano-Suiza aufzubauen. Dort begann die Produktion im März oder Juli. In Spanien erfolgte von Mai bis Juni 1911 der Umzug vom kleinen Werk in Floridablanca in das neue Werk in La Sagrera. Im Juni starb Sixto Quintana y Tuset. Baltasar Losada y Torres übernahm seinen Direktorenposten. Eine Quelle gibt ab 1911 die Firmierung La Hispano-Suiza an.
In Anzeigen findet sich ab 1913 die Angabe La Hispano-Suiza, Fábrica española de automóviles.
Der Beginn des Ersten Weltkriegs im August 1914 in Frankreich führte dazu, dass Birkigt ins neutrale Spanien zurückkehrte. Er begann mit der Entwicklung eines Flugmotors.
Der Flugmotor mit der internen Typennummer 31 ging 1915 in Produktion. Der V8-Motor wurde Hispano-Suiza 8 genannt.
1916 wurde La Hispano in Guadalajara gegründet. Dort wurden hauptsächlich Lkw für das Militär hergestellt.
Nach dem Ende des Ersten Weltkriegs wurde der Storch als Kühlerfigur eingeführt. Dies war ein Gedenken an die vielen französischen Piloten wie Georges Guynemer, die im Krieg ihr Leben verloren.
Ende 1935 starb der Gründer Damián Mateu. Anfang 1936 gelangte das Wahlbündnis Frente Popular an die Regierung. Es gewann mehr und mehr Einfluss auf das Unternehmen. Die Produktion von Fahrzeugen wurde zugunsten von Waffen und Munition reduziert.
Einige Zeit nach Ende des Spanischen Bürgerkriegs übernahm das staatliche Instituto Nacional de Industria das Unternehmen. Im Januar 1946 gründete INI das Centro de Estudios Téchnicos de Automoción (CETA) und im darauffolgenden Oktober die Empresa Nacional de Autocamiones (Enasa). Enasa sollte Nutzfahrzeuge der Marke Pegaso herstellen, hatte aber weder Fabrik, qualifizierte Mitarbeiter, Maschinen noch Zulieferer. Miguel Mateu, der Sohn des Gründers und damaliger Eigentümer von Hispano-Suiza, wurde mehr oder weniger gezwungen, die Fabrik in La Sagrera mitsamt Patentrechten und der Belegschaft an Enasa zu verkaufen. Hispano-Suiza erhielt eine kleine Fabrik im Stadtteil Hostafrancs. Dort wurden Werkzeuge hergestellt und repariert sowie Ersatzteile für alte Lkw im Militärbestand gefertigt. Das Unternehmen behielt die Rechte am Namen Hispano-Suiza.
Von 1950 bis 1953 gab es nochmal den Versuch, Fahrzeuge herzustellen. Es blieb bei einigen Prototypen. 1953 wurde mit der britischen Villiers Ltd das Gemeinschaftsunternehmen Hispano Villiers zur Motorenproduktion gegründet.
Danach verliert sich die Spur des Unternehmens für Jahrzehnte. Laut spanischem Handelsregister existiert es weiterhin. Daneben gibt es seit 2018 mit Hispano Suiza Cars ein ähnlich benanntes Unternehmen derselben Branche. Die Verbindung ist unklar.

## Fahrzeuge

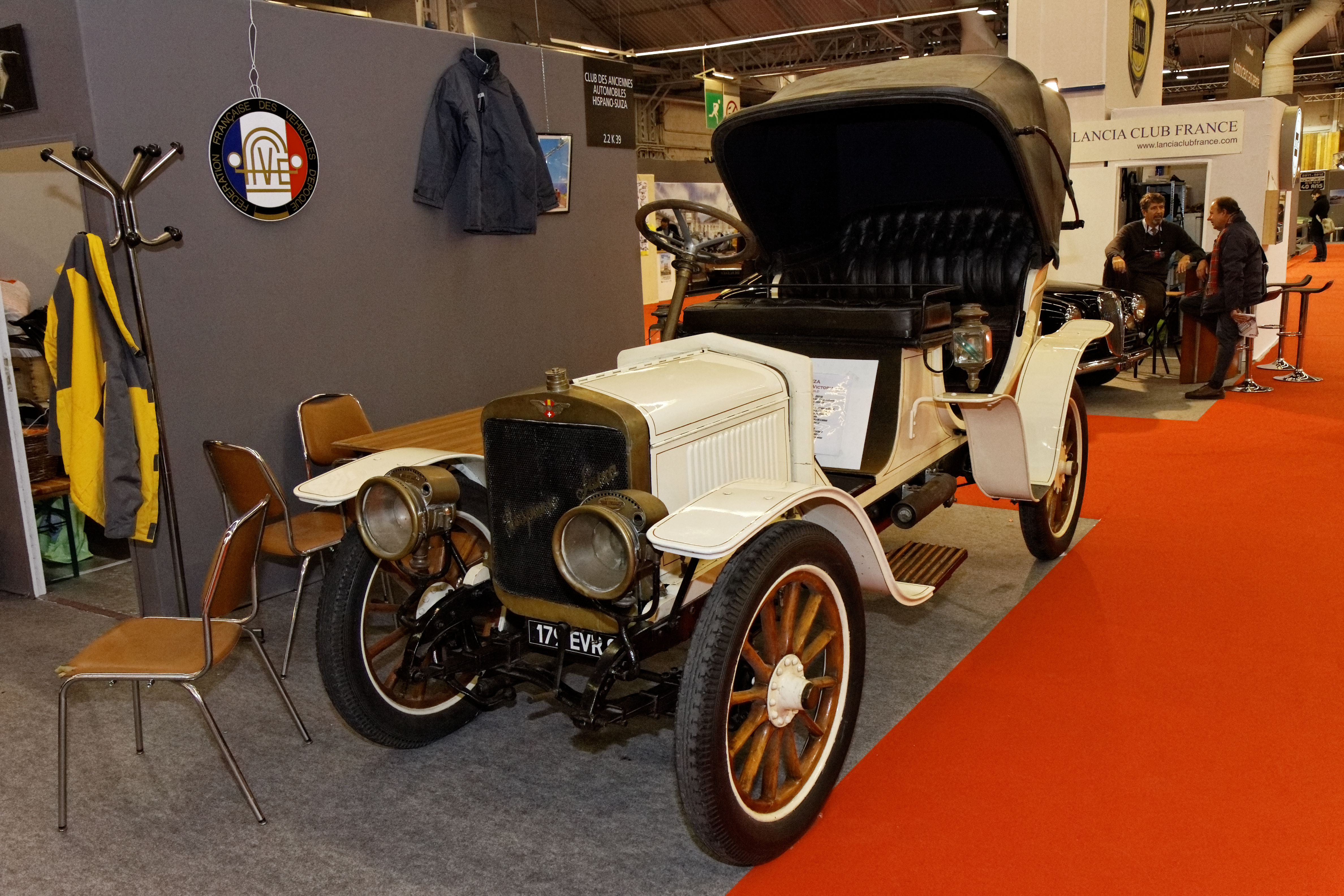
Hispano-Suiza 12–15 HP

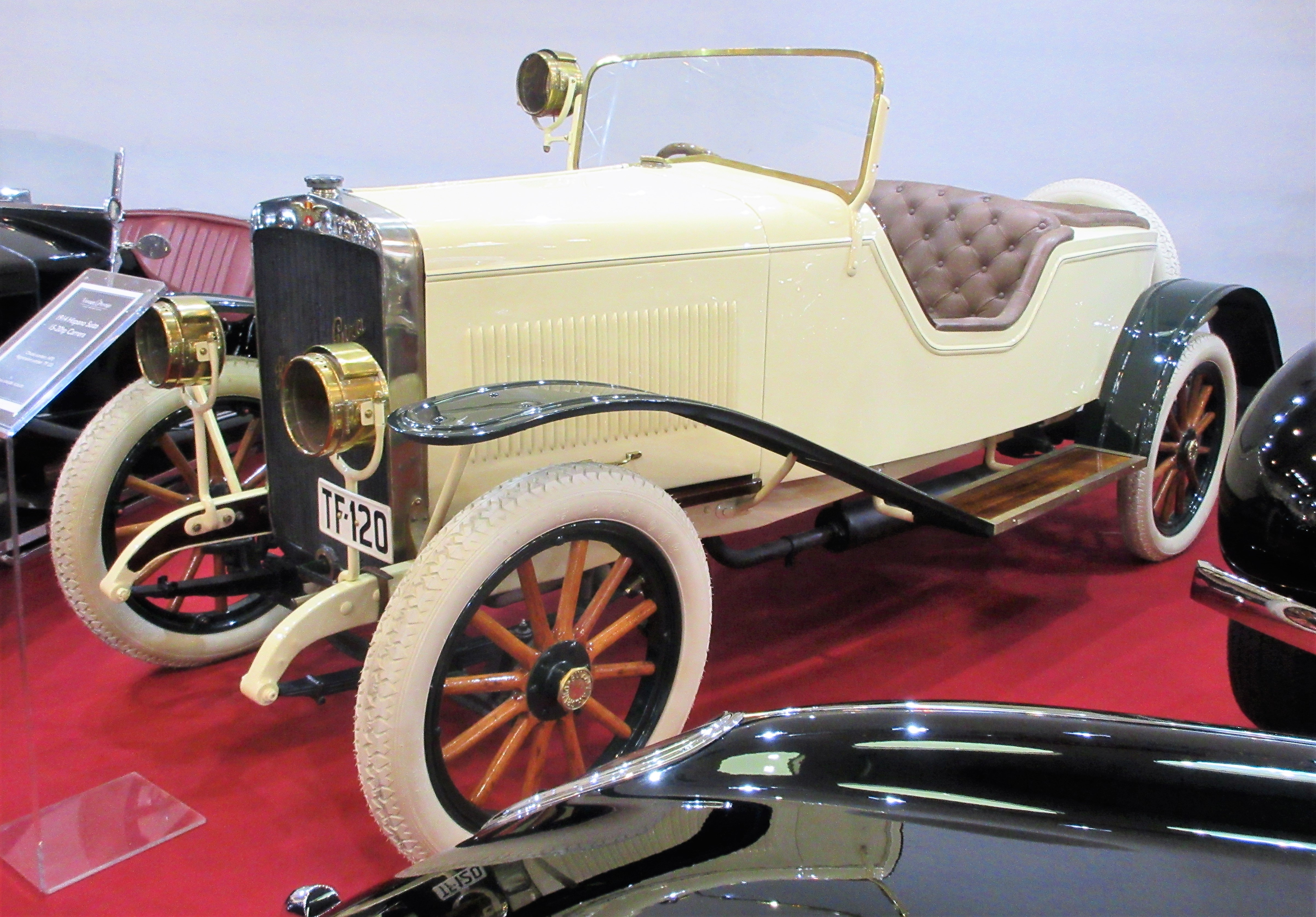
Hispano-Suiza 15–20 HP

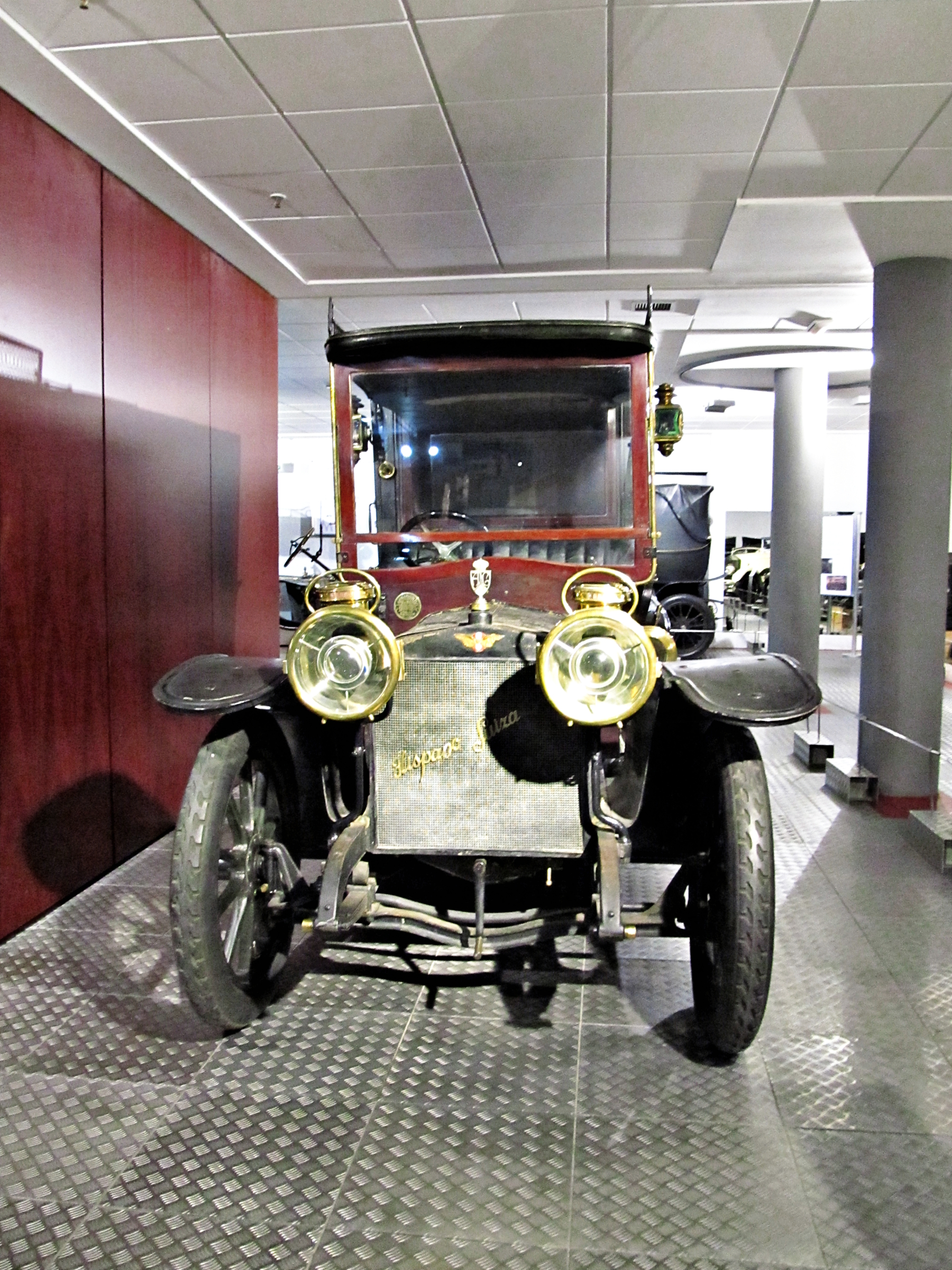
Hispano-Suiza 20–30 HP

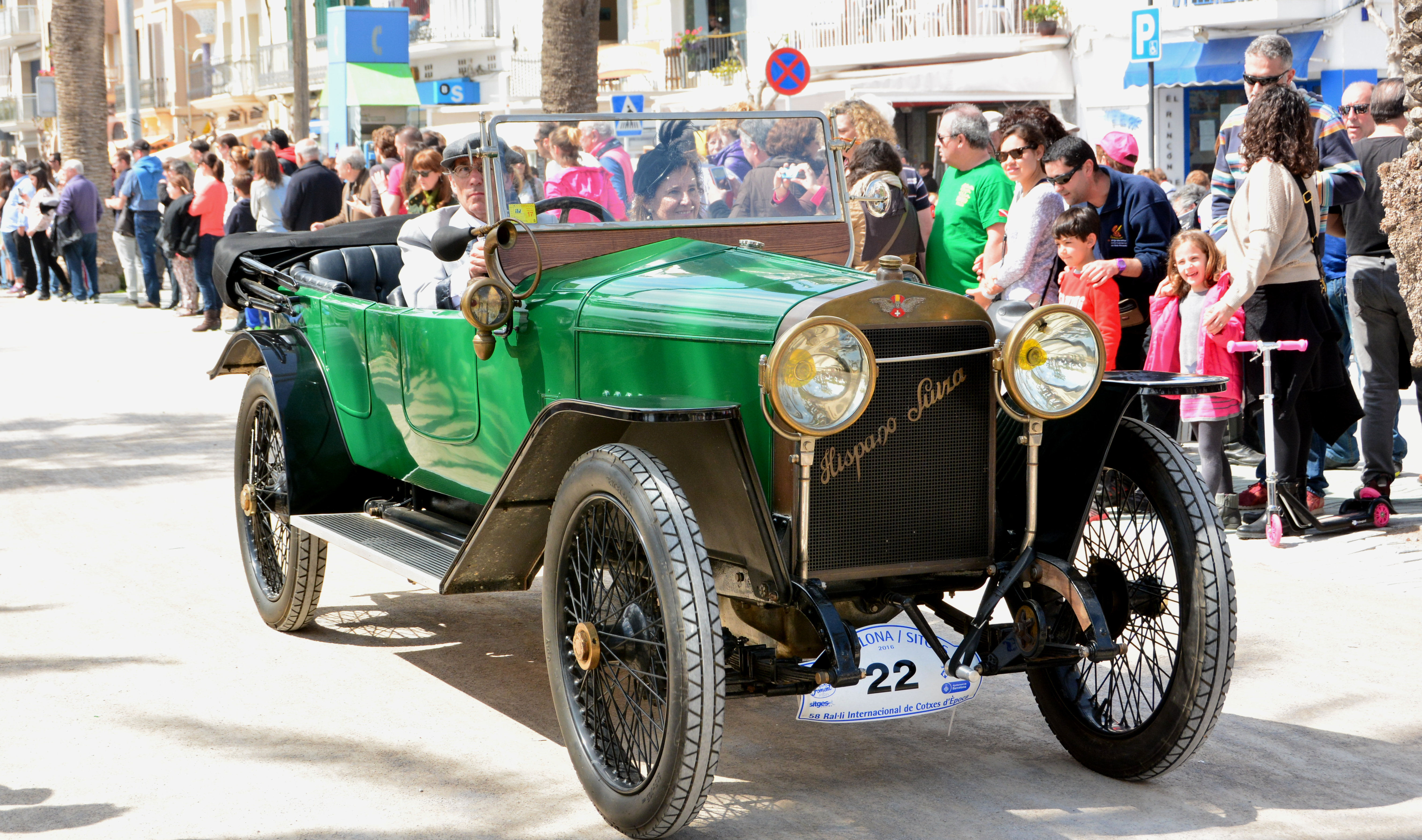
Hispano-Suiza Tipo 24

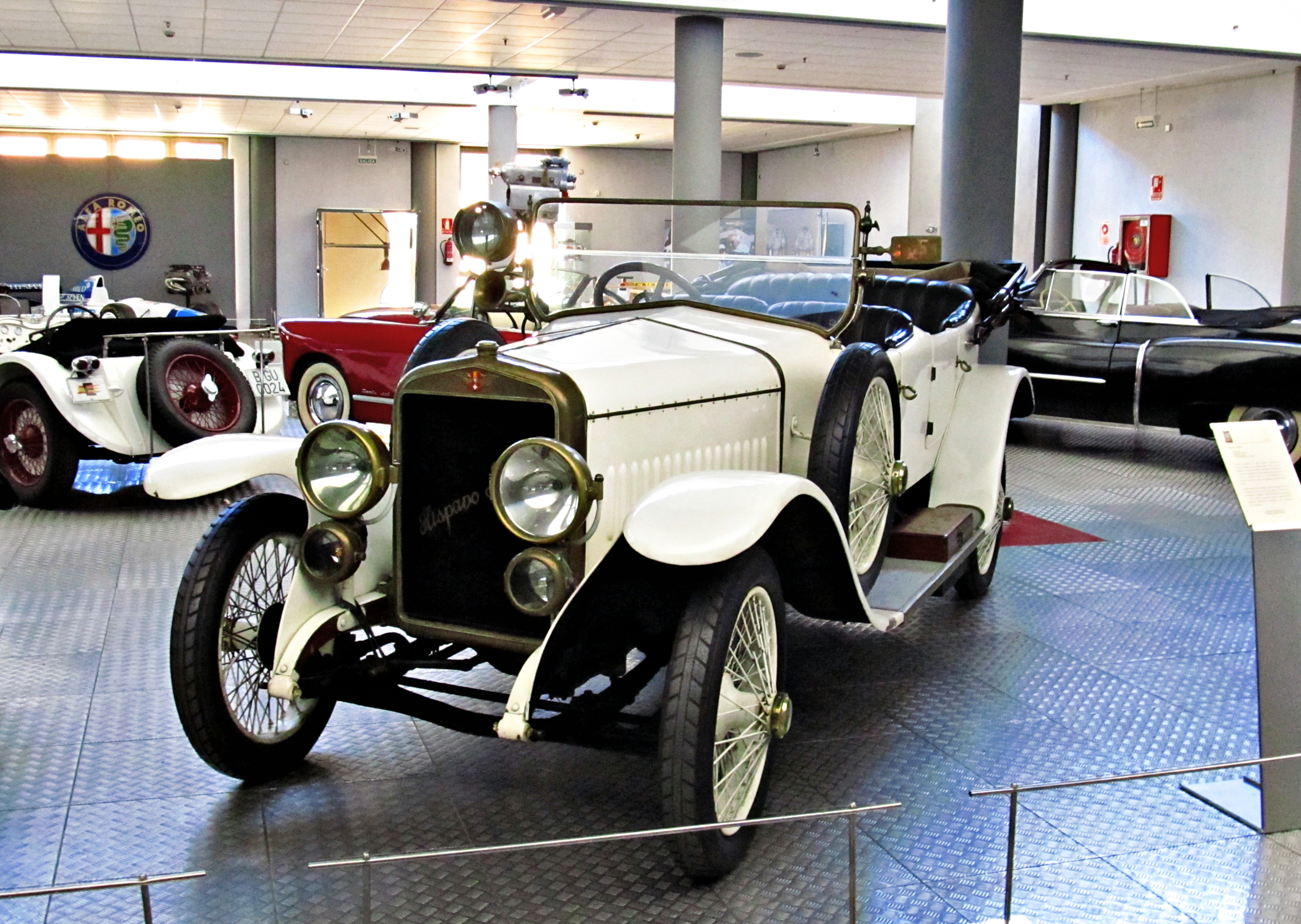
Hispano-Suiza 16 HP

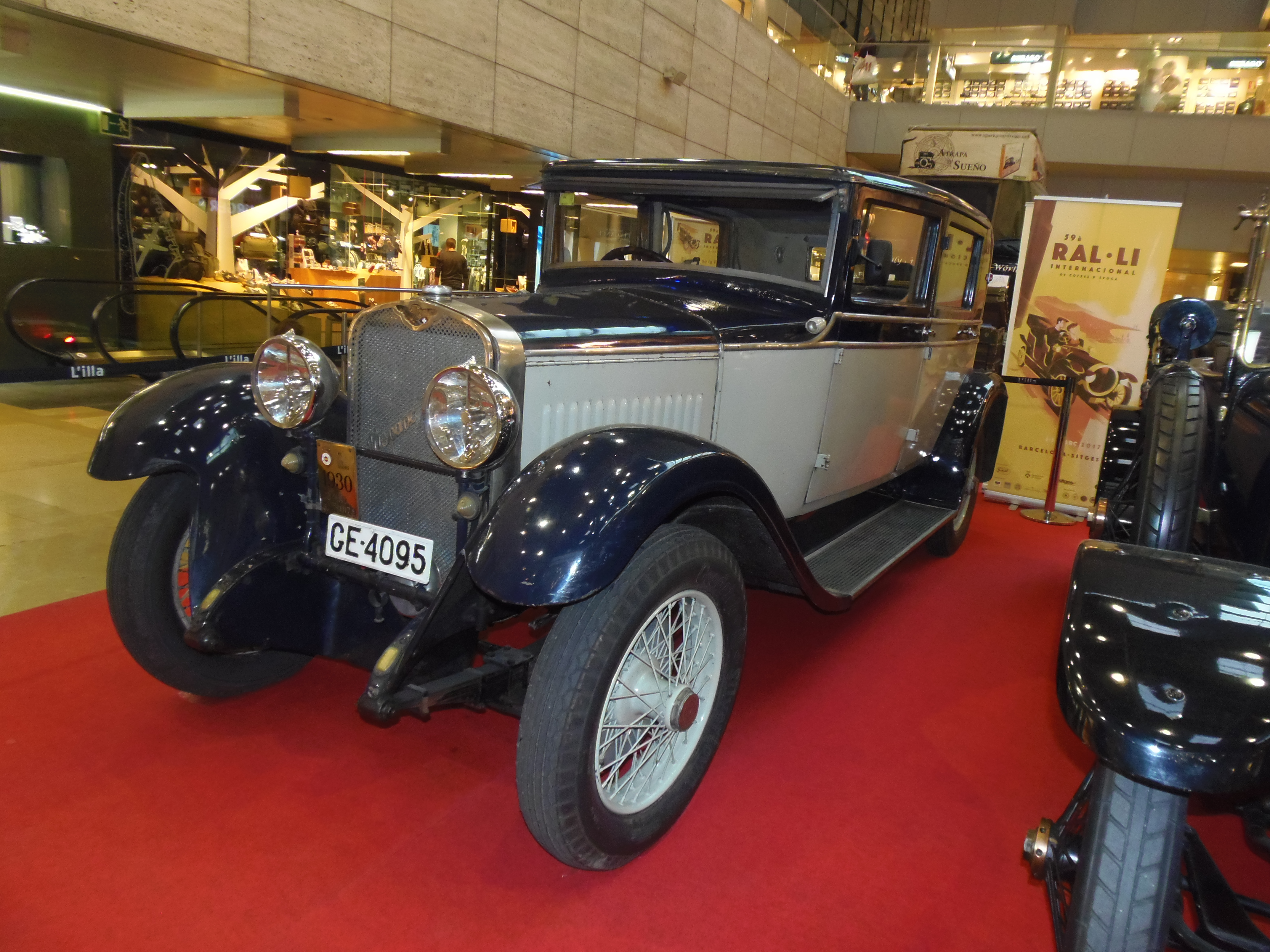
Hispano-Suiza Tipo 48

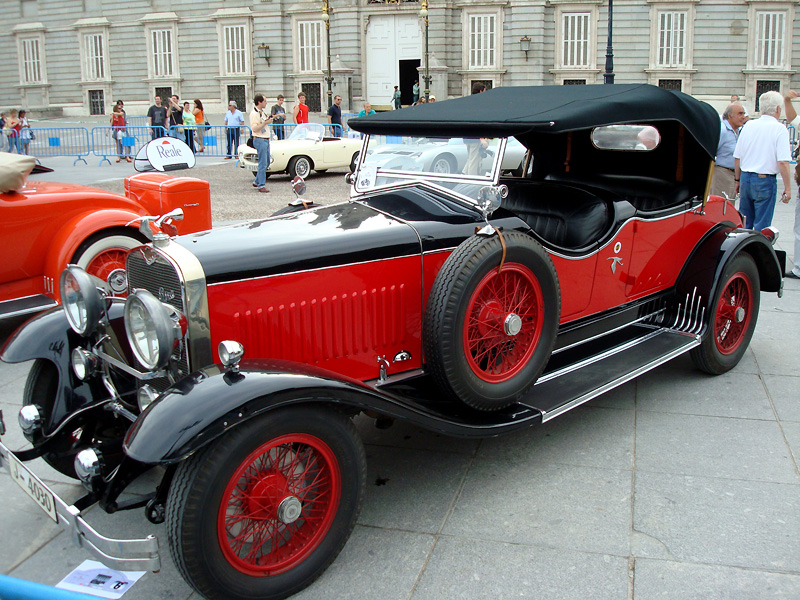
Hispano-Suiza Tipo 49

1904 wurden Hispano-Suiza 14 HP und Hispano-Suiza 20 HP eingeführt. Sie hatten Vierzylindermotoren. 1906 kam der Hispano-Suiza 40 HP dazu. 1907 erschien mit dem Hispano-Suiza 60–75 HP das erste Modell mit einem Sechszylindermotor. 1908 bestand das Sortiment aus dem Hispano-Suiza 12–15 HP, dem Hispano-Suiza 20–30 HP, dem Einzelstück Hispano-Suiza 30–40 HP, dem Hispano-Suiza 40–50 HP und dem bekannten 60–75 HP. Hispano-Suiza 15–20 HP, Hispano-Suiza 30–40 HP und Hispano-Suiza 15–45 HP folgten. Der Hispano-Suiza 35 Cr war ein Rennwagen. Der Hispano-Suiza Tipo 23 mit einem besonderen Motor fand nur wenig Abnehmer.
Anfang 1914 erschien der Hispano-Suiza Tipo 24 als Nachfolger des Hispano-Suiza 12–15 HP, wenngleich dieser noch einige Zeit parallel angeboten wurde. 1915 wurden die Werkzeuge für den Bau des Hispano-Suiza Type 26 aus Frankreich nach Barcelona geholt und das Modell als Hispano-Suiza Tipo 26 produziert.
Hispano-Suiza 16 HP und Hispano-Suiza 30 HP wurden ab 1915 bzw. 1917 und bis in die 1920er Jahre hergestellt. Sie hatten keine Pendants aus französischer Produktion. Mit ihnen sowie dem kleineren Tipo 24 begannen die Unterschiede im Angebot der beiden Unternehmen. In Spanien wurden verstärkt die kleineren und robusten Modelle hergestellt und angeboten, in Frankreich dagegen die luxuriösen.
Nach 1919 kam der Hispano-Suiza H 6 dazu, der allerdings zum Großteil in Frankreich hergestellt wurde. Hispano-Suiza Tipo 48, Hispano-Suiza Tipo 49 und Hispano-Suiza Tipo 60 waren ausschließlich spanische Modelle. Der Tipo 64 war baugleich mit dem französischen Hispano-Suiza HS 26 und der Tipo 70 mit dem Hispano-Suiza K 6.
Insgesamt stellte Hispano-Suiza in Spanien von 1904 bis 1944 etwa 19.000 Fahrzeuge her, davon waren mehr als die Hälfte Nutzfahrzeuge.

## Pkw-Modellübersicht
| Modell          | Bauzeit   | Zylinder | Bohrung (mm) | Hub (mm) | Hubraum (cm³) | Leistung (PS) | Text                                                                                            |
| --------------- | --------- | -------- | ------------ | -------- | ------------- | ------------- | ----------------------------------------------------------------------------------------------- |
| 10 HP           | 1904–     | 2        | 100          | 120      | 1885          |               | [ 21 ]                                                                                          |
| 14 CV           | 1905–     | 4        | 80           | 110      | 2211          |               | [ 22 ]                                                                                          |
| 14 HP           | 1904–1907 | 4        | 80           | 120      | 2413          | 14            |                                                                                                 |
| 20 HP           | 1904–1907 | 4        | 100          | 120      | 3770          | 30            | Auch 20–24 HP genannt                                                                           |
| 40 HP           | 1906–1907 | 4        | 130          | 140      | 7433          | 45            |                                                                                                 |
| 12–15 HP        | 1908–1910 | 4        | 80           | 110      | 2212          | 18–20         | Ab 1911 aus französischer Produktion                                                            |
| 20–30 HP        | 1908–1909 | 4        | 100          | 120      | 3770          | 30            | Nach Modellpflege mit größerem Motor                                                            |
| 20–30 HP        | 1910      | 4        | 100          | 130      | 4084          | 32            | Nach Modellpflege mit größerem Motor                                                            |
| 40–50 HP        | 1908–1910 | 4        | 130          | 140      | 7433          | 45            |                                                                                                 |
| 30–40 HP (1908) | 1908      | 6        | 100          | 130      | 6126          | 43            | Einzelstück. (1909 ?) Höchstgeschwindigkeit 120 km/h.                                           |
| 60–75 HP        | 1907–1908 | 6        | 130          | 140      | 11150         | 76            |                                                                                                 |
| 15–20 HP        | 1910–1915 | 4        | 80           | 130      | 2614          | 28–30         | Außerdem aus französischer Produktion. (ab 1908 ?)                                              |
| 30–40 HP        | 1911–1915 | 4        | 100          | 150      | 4712          | 45            |                                                                                                 |
| 15–45 HP        | 1909–1910 | 4        | 80           | 170      | 3418          | 40–45         | Auch 45 Cr und Alfonso XIII genannt Ab 1911 aus französischer Produktion. (Hub 180 mm?)         |
| 35 Cr           | 1909      | 4        | 65           | 140      | 1858          | 28            | Rennwagen mit vier verschiedenen Motoren                                                        |
| 35 Cr           | 1910      | 4        | 65           | 180      | 2389          | 29            | Rennwagen mit vier verschiedenen Motoren                                                        |
| 35 Cr           | 1910      | 4        | 65           | 200      | 2655          | 45            | Rennwagen mit vier verschiedenen Motoren                                                        |
| 35 Cr           | 1912      | 4        | 69           | 200      | 2991          | 51            | Rennwagen mit vier verschiedenen Motoren                                                        |
| Tipo 23         | 1913–1914 | 4        | 100          | 180      | 5655          | 80            | Auch 30 HP de Luxe und 30–90 HP genannt                                                         |
| Tipo 24         | 1914–1922 | 4        | 70           | 120      | 1847          | 33            | Auch 8–10 HP genannt                                                                            |
| Tipo 26         | 1915      | 4        | 90           | 180      | 4580          | 75            | Vierventiltechnik 1914 aus französischer Produktion>                                            |
| ?               | 1913      | 4        | 90           | 150      | 3817          |               | [ 26 ]                                                                                          |
| ?               | 1914      | 4        | 90           | 180      | 4580          |               | De Luxe.                                                                                        |
| ?               | 1914      | 4        | 80           | 150      | 3016          |               | De Luxe.                                                                                        |
| 8 CV            | 1914      | 4        | 70           | 110      | 1693          |               | [ 29 ]                                                                                          |
| 16 HP           | 1915–1922 | 4        | 85           | 130      | 2951          | 59            | Nach Modellpflege mit größerem Motor. (Sport ab 1913?)                                          |
| 16 HP           | 1922–1925 | 4        | 87           | 130      | 3091          | 66            | Nach Modellpflege mit größerem Motor. (Sport ab 1913?)                                          |
| 30 HP           | 1917–1923 | 4        | 100          | 150      | 4712          | 95            | Nach Modellpflege mit größerem Motor                                                            |
| 30 HP           | 1923–1924 | 4        | 110          | 150      | 5702          |               | Nach Modellpflege mit größerem Motor                                                            |
| H 6             | 1919–1932 | 6        | 100          | 140      | 6597          |               | Erst H 6, dann H 6 B genannt (Tipo 41 oder Tipo 46) Variante H 6 C (Tipo 56) mit größerem Motor |
| H 6             | 1924–1933 | 6        | 110          | 140      | 7983          |               | Erst H 6, dann H 6 B genannt (Tipo 41 oder Tipo 46) Variante H 6 C (Tipo 56) mit größerem Motor |
| Tipo 48         | 1924–1933 | 4        | 85           | 110      | 2497          | 60            | Produktion nur in Spanien                                                                       |
| Tipo 49         | 1924–1930 | 6        | 85           | 110      | 3745          | 85            | Baugleich mit dem I 6 aus französischer Produktion                                              |
| Tipo 64         | 1929–1933 | 6        | 90           | 120      | 4580          | 105           | Fahrgestell von Ballot Baugleich mit dem HS 26 aus französischer Produktion                     |
| Tipo 60         | 1932–1933 | 6        | 80           | 100      | 3016          | 58            | RL und RLA mit größerem Motor                                                                   |
| Tipo 60         | 1934–1943 | 6        | 85           | 100      | 3405          | 70            | RL und RLA mit größerem Motor                                                                   |
| Tipo 70         | 1934      | 6        | 100          | 110      | 5184          | 140           | Baugleich mit dem K 6 aus französischer Produktion                                              |

## Nutzfahrzeuge
Vom 1908 erschienenen 12/15 HP gab es Nutzfahrzeugvarianten. Einige waren für den Warentransport ausgelegt, andere für die Personenbeförderung.
Ebenfalls aus 1908 ist ein 25/30 HP als Omnibus überliefert. Er hatte einen Vierzylindermotor mit 100 mm Bohrung, 130 mm Hub und 4084 cm³ Hubraum, wie ihn der Pkw 20/30 HP erst ab 1910 erhielt.
Der 30/40 HP hatte den gleichen Motor wie der Pkw gleichen Namens. Er war der Nachfolger des 25/30 HP und erschien 1913. Die Produktion als Lkw und Bus lief bis März 1930.
Ende 1914 wurde der größere Lkw 40/50 HP entwickelt. Er wurde ab Juni 1918 bei La Hispano in Guadalajara gefertigt.
Vom Anfang der 1920er Jahre ist ein Katalog bekannt, in dem leichte Nutzfahrzeuge mit 1,5 und 2 Tonnen Nutzlast gezeigt wurden. Sie waren als Pritschenwagen und viertüriger Kastenwagen karossiert.
1926 kam mit dem 50/60 HP ein stärkerer Motor vom Typ 204 dazu.
1931 wurde der 2 T-4 mit einem kleineren Motor eingeführt. Es gab ihn als Pritschenwagen mit 2,5 Tonnen Nutzlast und als Bus mit maximal 22 Sitzen.
Anfang der 1930er Jahre ersetzte der Motor aus dem Pkw Tipo 60 den alten Motor des 30/40 HP.
Ab 1935 arbeiteten Birkigt und Rodolphe Hermann an einem Dieselmotor. Dazu gab es eine Verbindung zu Ganz und dem ungarischen Ingenieur György Jendrassik. Während des spanischen Bürgerkriegs von 1936 bis 1939 erwarb das Unternehmen drei Lizenzen von Ganz zum Bau derer Dieselmotoren. Es waren der Vierzylindermotor Ganz JaR 105 sowie der Sechszylindermotor Ganz JaR 110, die in Lkw und Busse eingebaut wurden, während ein noch stärkerer Sechszylindermotor Ganz Special nicht genutzt wurde, da es damals in Spanien weder ein Getriebe noch eine Hinterachse gab, die der Motorleistung von 173 PS gewachsen war. Der eigene Dieselmotor 66 D war 1944 fertig und wurde in dem Jahr im Lkw Tipo 66 auf einer Industrieausstellung präsentiert. Der Tipo 66 G war die Ausführung mit Ottomotor und der Tipo 66 GA ein Bus mit Ottomotor.
| Modell                  | Einführung | Zylinder | Bohrung (mm) | Hub (mm) | Hubraum (cm³) | Motorleistung (PS) | Text |
| ----------------------- | ---------- | -------- | ------------ | -------- | ------------- | ------------------ | --- |
| 24 CV                   | 1906       | 4        | 100          | 120      | 03770         | 030                | Ein Fahrzeug verkauft. Mit Kettenantrieb.                                                                                     |
| 40 CV                   | 1906       | 4        | 130          | 140      | 07433         | 047                | Mit 4410 kg Nutzlast, nur zur internen Verwendung.                                                                            |
| 12/15 CV                | 1908/1910  | 4        | 080          | 110      | 02212         | 018,5              | Bus mit 10 Sitzen und Lkw mit 1000 kg Nutzlast.                                                                               |
| 25/30 CV                | 1908/1910  | 4        | 100          | 130      | 04084         | 032                | Bus mit 18 Sitzen und Lkw mit 2000 kg Nutzlast.                                                                               |
| 15/20 CV                | 1911       | 4        | 080          | 130      | 02614         | 027                | Bus mit 14 Sitzen und Lkw mit 1740 kg Nutzlast für zivile und militärische Nutzung, produziert bis 1930. (ab 1908 ?)          |
| 30/40                   | 1911?      | 4        | 100          | 150      | 04712         | 043                | Bus mit 20–26 Sitzen und Lkw mit 3585 kg Nutzlast für zivile und militärische Nutzung, produziert bis 1936.                   |
| 40/50 CV                | 1915       | 4        | 110          | 180      | 06842         | 053,5              | Bus mit 30 Sitzen und Lkw mit 4000 kg Nutzlast für zivile und militärische Nutzung, produziert bis 1936.                      |
| 50/60 CV                | 1926       | 4        | 110          | 180      | 06842         | 070                | Technisch dem 40/50 CV ähnlich, produziert bis 1936.                                                                          |
| 2 T 4                   | 1929       | 4        | 085          | 130      | 02951         | 039–45             | Fortführung des 15/20 CV als Bus mit 18–22 Sitzen und Lkw mit 2000–2500 kg Nutzlast, 1933 überarbeitet, produziert bis 1944.  |
| Tipo 60                 | 1930       | 6        | 080          | 110      | 03318         | 056                | Ersatz für den 30/40, Bus mit 25–30 Sitzen und Lkw mit 3000 kg Nutzlast.                                                      |
| Tipo 69                 | 1931       | 6        | 110          | 140      | 07983         | 107                | Bus mit 45 Sitzen und Lkw mit 6000–7000 kg Nutzlast, produziert bis 1944.                                                     |
| 3 T 6                   | 1933       | 6        | 085          | 100      | 03405         | 063                | Bus mit 30–35 Sitzen und Lkw mit 4000 kg Nutzlast, produziert bis 1943.                                                       |
| Ganz JaR 105            | 1935       | 4        |              |          | 04800         | 048                | Erster Dieselmotor nach Ganz-Lizenz im 40/50 CV, Bus mit 30–35 Sitzen und Lkw mit 3000–4000 kg Nutzlast, ein Jahr produziert. |
| Ganz JaR 110            | 1935       | 6        |              |          | 08500         | 096                | Alternativer Dieselmotor für Tipo 69, Bus mit 40–45 Sitzen und Lkw mit 5000 kg Nutzlast, produziert bis 1940.                 |
| Ganz JaR especial       | 1935       | 6        |              |          | 16000         | 173                | Motor nach Ganz-Lizenz in kein Fahrzeug eingebaut.                                                                            |
| Tipo 65 4 THG           | 1939       |          |              |          |               | 073                | Fortführung des 50/60 CV, produziert bis 1946.                                                                                |
| Tipo 60 R und Tipo 69 R | 1939/1942  |          |              |          |               |                    | Mit Benzinmotor. |
| 66 G                    | 1944       | 6        | 095          | 120      | 05104         | 110                | Letzter Benzinmotor des Herstellers und letztes Fahrzeug der Marke, wurde als Pegaso weitergeführt.                           |
| 66 GA                   | 1944       |          |              |          |               |                    | Variante als Bus mit wahlweise 36 Sitzen, 48–53 Sitzen und 70 Sitzen.                                                         |

Quelle: